# Atepa cordobana
Atepa cordobana är en fjärilsart som beskrevs av Józef Razowski 1991. Atepa cordobana ingår i släktet Atepa och familjen vecklare. Inga underarter finns listade i Catalogue of Life.